# Трг револуције (Хавана)
Трг револуције (шп. Plaza de la Revolución) јавни је градски трг у Хавани, главном граду Кубе. Један је од највећих на свету, величине 72.000 м². Смештен је у истоименој општини (основаној 1976. године), која такође укључује део булевара дуж насипа (Малекон) и историјски округ Ведадо.

## Историја
Трг је настао у време председника Фулхенсија Батисте и првобитно се звао Грађански трг (шп. Plaza Cívica), мада је међународну славу стекao након Кубанске револуције.
Идеја за изградњу овог трга појавила се почетком четрдесетих година прошлог века, када је организовано међународно такмичење за изградњу споменика Хосеу Мартију у области Хаване, где се некада налазила Капела Каталонаца. Године 1943. донета је одговарајућа одлука, али је прошло неколико година пре него што је настављена расправа о овом питању.
Трг је значајан као место одржавања многих политичких скупова које су водили Фидел Кастро и други кубански политичари.
Овде се налази Министарство културе Кубе.

## Галерија
- Споменик Хосеу Мартију
- Мурал Че Геваре на згради Министарства унутрашњих послова